# Sphinx de Taharqa
Le sphinx de Taharqa est une statue en granit gneiss représentant un sphinx avec le visage de Taharqa, un pharaon originaire de Nubie qui fut l'un de ceux de la XXVe dynastie (environ 747-656 av. J.-C.), dirigeant du royaume de Koush, qui a aussi dominé l'Égypte antique. Il est actuellement situé au British Museum.

## La statue

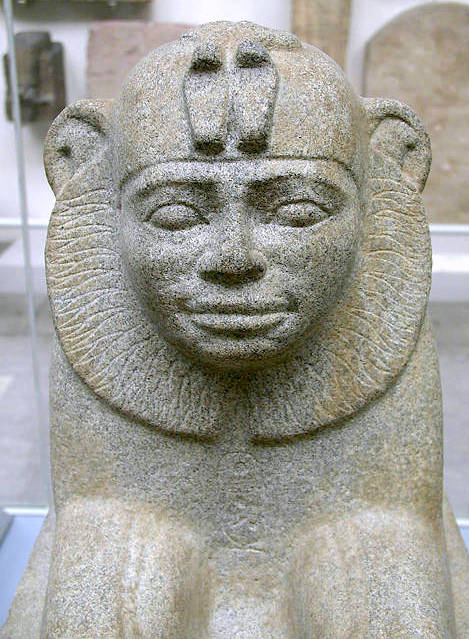
Vue de face du sphinx de Taharqa où est visible le cartouche sur son thorax

La statue du sphinx représente ici l'immense pouvoir du pharaon koushite Taharqa, dont le visage est visible. La coiffure est ornée de l'uræus, symbole de cette royauté, et le nom de Taharqa apparaît dans un cartouche sur le thorax du sphinx. Cette statue est considérée comme « une pièce majeure de l'art koushite. »
Elle est extraite du temple T, dans la zone est de la partie sud-est du temple d'Amon à Kawa (maintenant appelée Gematon, une ville alors en Nubie et aujourd'hui au Soudan), connue en égyptologie pour son temple dédié à Amon-Rê, durant des fouilles réalisées sur place par la mission archéologique de l'université d'Oxford dans les années 1930. La construction en pierre dudit temple débuta vers 683 av. J.-C. sur commandement du souverain Taharqa ainsi représenté. 
La statue est l'un des « objets  phares » du British Museum et fut sélectionné pour être le 22e objet présenté dans la série radiophonique Une histoire du monde en cent objets, présentée par le directeur  du British Museum Neil MacGregor et diffusée sur BBC Radio 4 en 2010.